# Stiefelkönig

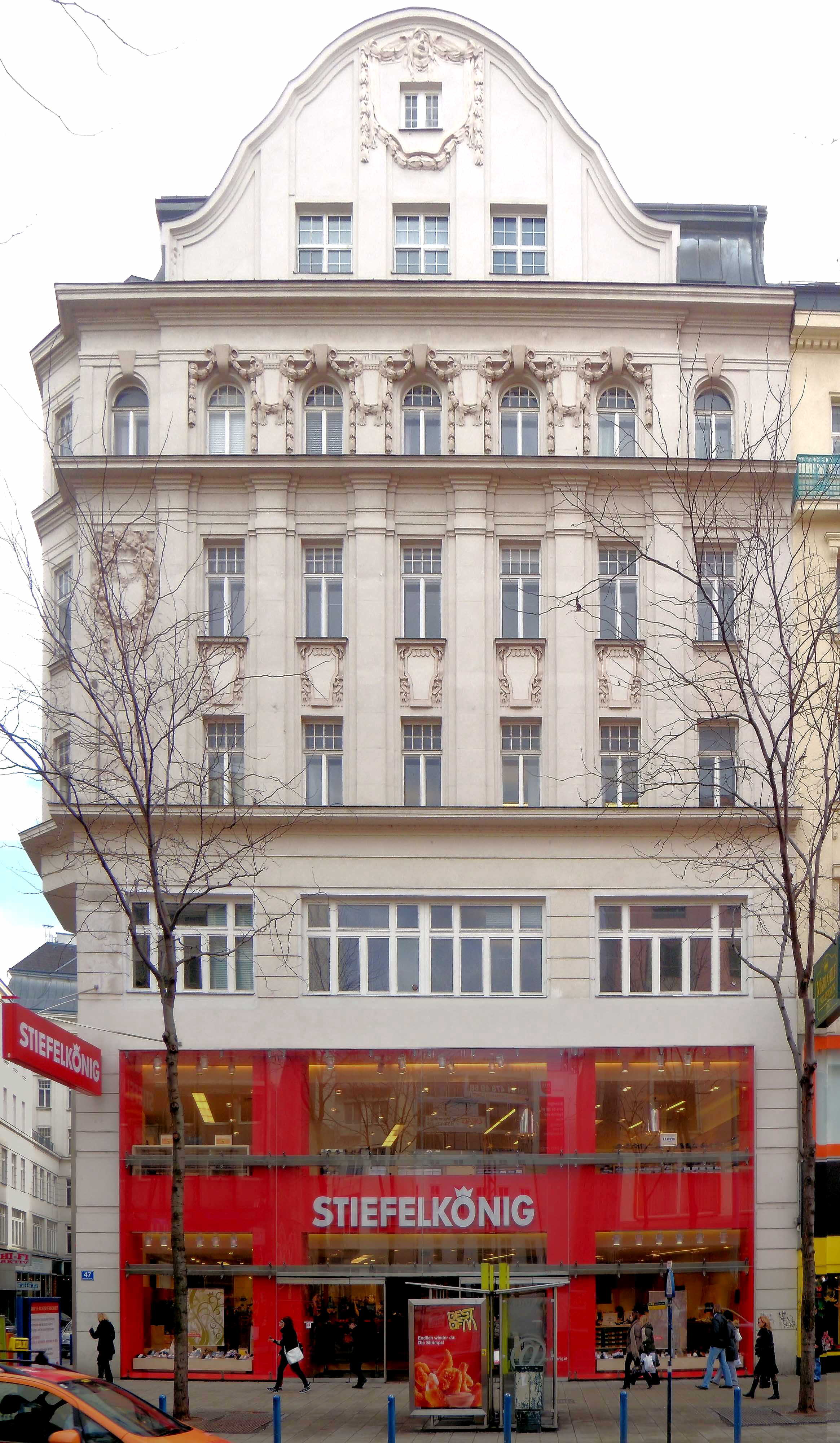
Stiefelkönig-Filiale in der Mariahilfer Straße in Wien (2009)

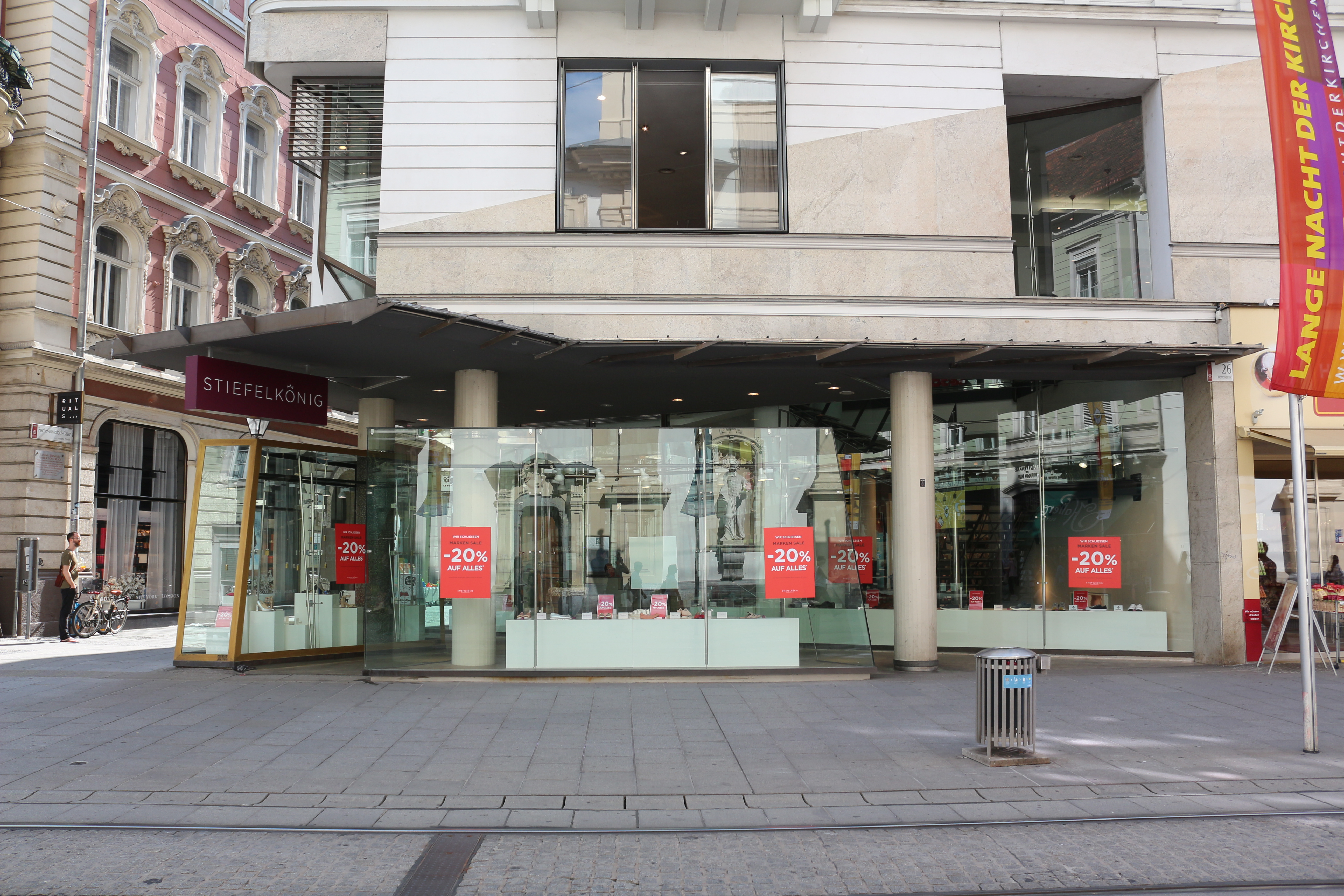
Stiefelkönig-Filiale in der Grazer Herrengasse wenige Tage vor ihrer Schließung. (2018)

Stiefelkönig ist ein 1919 in Graz, Hauptstadt der Steiermark, von Anton Herzl gegründetes österreichisches Schuhhandelshaus, das bis 2003 im Familienbesitz blieb und seit 2011 Teil der Leder & Schuh AG, des größten Schuheinzelhändlers Österreichs, ist. Stiefelkönig bezeichnet sich selbst als „Premium-Schuhhändler“.
1919 gründete Anton Herzl am noblen Joanneumring in Graz ein Schuhgeschäft. 1963 übernahm sein Sohn Manfred Herzl die Leitung. 1966 wurde in Kapfenberg das erste Geschäft außerhalb von Graz eröffnet und 1975 folgte der erste Laden in der Bundeshauptstadt Wien. 1978 wurde die 1907 in Wien gegründete Schuhhandelsklette Delka von der deutschen Bahner-Gruppe erworben. 1987 wurden mit dem Discounter Turbo Schuh und Palazina zwei neue Vertriebslinien gegründet. 1988 bzw. 1992 wurden die Filialen von Oberschuh und Rex übernommen. In den folgenden Jahren wurden Filialen in Slowenien und der Slowakei eröffnet.
Das Unternehmen hatte 1994 über 165 Filialen und Fachgeschäfte in Österreich sowie Russland, Slowakei, Kroatien, Slowenien und Ungarn. Sechs Filialketten vertrieben zahlreiche Eigenmarken. Die Unternehmensgruppe hatte einen Umsatz von 2,6 Milliarden Schilling (knapp 190 Millionen Euro) mit rund 1800 Mitarbeitern. Die Rendite war jedoch schwach. 1997 gab es gar ein operatives Minus von 40 Millionen Schilling (knapp 3 Millionen Euro).
Nachdem ab 2000 der weiland 29-jährige Gründerenkel Alexander Herzl die Geschicke des Unternehmens, das zu dem Zeitpunkt zu 22,5 Prozent auch der Familie Steinlechner gehörte, lenkte, ging es 2003 mit nunmehr rund 120 Filialen, weitgehend durch eine Umwandlung von Forderungen in den Besitz der Hausbank Bawag P.S.K., die wiederum 2006 vom US-Investmentfonds Cerberus Capital Management übernommen wurde. 2004 erlangte Stiefelkönig durch seine Werbelinie mit Heidi Klum internationale Aufmerksamkeit. 2007 lag der Umsatz bei 140 Millionen Euro.
2009 betrieb Stiefelkönig 21 Franchises der italienischen Geox. Im selben Jahr stieß die Firma ihre 25 Filialen des Discounters Turbo Schuh an die deutschen Unternehmen Deichmann und kiK ab.
Im Rahmen von Restrukturierungsmaßnahmen und Konzentration auf das Kerngeschäft, nicht zuletzt wegen der Finanzkrise, suchte die BAWAG PSK seit 2007 für einen Abnehmer des Stiefelkönig-Geschäftes, das schließlich 2011 mit seinen 70 Filialen an die Leder & Schuh AG, zu dem unter anderem Humanic gehört, ging.
Die deutsche Ara Shoes, die bereits sieben Geschäfte in Österreich unterhielt, übernahm im selben Jahr die verbliebenen 35 Delka-Filialen. Unter dem Namen Stiefelkönig wurden 2013 in 22 österreichischen Städten 37 Filialen unterhalten, davon fünf in Graz und 10 in Wien. Drei Auslandsfilialen bestanden in Bratislava, Ljubljana und Zagreb. Der Betrieb der Filiale am Grazer Joanneumring wird mit Beginn des Jahres 2014 nach 95 Jahren eingestellt.